# Dominik Neuman
Dominik Neuman (Brno, 23 ottobre 1995) è un ciclista su strada e pistard ceco che corre per il team ATT Investments. Velocista, è attivo in formazioni UCI dal 2019.

## Palmarès

### Strada
- 2025 (ATT Investments, tre vittorie)

1ª tappa Tour of Szeklerland (Sfântu Gheorghe > Miercurea Ciuc)
2ª tappa Tour of Szeklerland (Târgu Mureș > Miercurea Ciuc)
Classifica generale Tour of Szeklerland

#### Altri successi
- 2018 (Topforex Lapierre Pro Cycling Team)

Campionati cechi, Cronosquadre
- 2019 (Elkov-Author)

GP Borgeres
Memorial Gustava Sumika
- 2021 (Elkov-Kasper)

Memorial Gustava Sumika
- 2025 (ATT Investments)

Classifica a punti Tour of Szeklerland

### Pista
- 2016

Campionati cechi, Inseguimento a squadre (con Jan Urbášek, Adam Sekanina e Matěj Kotouček)

## Piazzamenti

### Competizioni continentali
- Campionati europei su strada

Herning 2017 - In linea Under-23: 44º
Alkmaar 2019 - In linea Elite: ritirato
Plouay 2020 - In linea Elite: 17º
Monaco di Baviera 2022 - In linea Elite: 20º
Limburgo 2024 - In linea Elite: 59º
- Giochi europei

Minsk 2019 - In linea: 34º